# Norfolk Island Botanic Garden
De Norfolk Island Botanic Garden is een botanische tuin, die in 1986 is opgericht door de regeringen van Australië en Norfolk om de flora van Norfolk aan het publiek te tonen. Oorspronkelijk had Pat Moore  0,6 ha van de tuin in haar  bezit en ze creëerde een tuin die in aanzien stond. In 1993 werd een stuk regenwoud  van 4,9 hectare aangekocht en aan de botanische tuin toegevoegd. De botanische tuin maakt deel uit van Norfolk Island National Park and Botanic Garden.
Van alle  planten in de botanische tuin, is de kamerden (Araucaria heterophylla) de vaakst gekweekte. Deze plant wordt in Europa als kamerplant verkocht en komt van oorsprong alleen op Norfolk in het wild voor. Kawakawa (Macropiper excelsum) is een verwant van de peper (Piper nigrum) die net als peper als specerij kan worden gebruikt. Van Abutilon julianae werd van 1913 tot 1985 gedacht dat hij was uitgestorven, totdat hij werd herontdekt. Hibiscus insularis is endemisch op het nabijgelegen Phillip Island. Er zijn nog vele andere plantensoorten te zien, waaronder een aantal soorten die alleen op Norfolk in het wild voorkomen. 